# 王様達のヴァイキング
『王様達のヴァイキング』（おうさまたちのヴァイキング）は、さだやす（ストーリー協力：深見真）による日本の漫画。『ビッグコミックスピリッツ』（小学館）にて、2013年14号から2019年39号まで連載。
孤独な天才ハッカー・是枝一希とエンジェル投資家・坂井大輔がIT業界を舞台に「世界征服」を目指す。作中の時間は1話の時点で2013年5月。
第18回文化庁メディア芸術祭審査委員会推薦作品。「マンガ大賞2015」第9位。

## あらすじ
2013年5月7日、浅草の取り壊し寸前のビデオ屋での“怪物”と“天使”の邂逅が、大航海の始まりだった。天涯孤独の天才ハッカー・是枝一希が、エンジェル投資家・坂井大輔に導かれ、数々のサイバー事件を解決していくうちに、信頼できる仲間を得て、才能を大きく開花させる、その成長の航跡を描く。

## 登場人物

### 主人公
是枝 一希（これえだ かずき）
天才ハッカー。1995年2月21日生。連載開始時点は18歳で、ドローン暴走事件の後に19歳になる。ハンドルネームは「zer0（ゼロ）」。
高校中退。人とうまく接することができず、不器用でコンビニの仕事も即クビになる社会不適合者。消費者金融会社へのサイバー攻撃を繰り返す犯罪者だったが、エンジェル投資家の坂井に拾われる。
愛機は、2005年・IBM 製の ThinkPad X41。メモリーを2GBまで増設し、OS に Ubuntu 12.04 LTS を入れて使用。設定でCtrlキーとCapsLockキーを入れ替えている。是枝は「義父に買ってもらった」と思い込んでいるが、実際は義父が懸賞で当てたのを、是枝に与えたものである。
登場当初はおどおどした面が目立った少年だったが、やがて本来の攻撃性がむき出しになってゆく。ヘッジホッグからも「有言実行の男」と一目置かれる存在へと成長した。ずば抜けた能力を買われ、警視庁のコンピュータ犯罪捜査官に採用の後、「サイバーテロ対策特別研究チーム」（通称“特研”）に抜擢される。
好きなもの：PC、数字、256、大根
苦手なもの：水、風呂、コーヒー、炭酸飲料
癖：自分の爪を噛む、邪魔をする者を引っ掻く、考える時は紙に数字を書く
坂井 大輔（さかい だいすけ）
エンジェル投資家。連載開始時点は40歳。
上田市立西中学校野球部を経て、早稲田大学を卒業後、情報通信系の企業に就職。その後、DVD並行輸入サービスの会社を創業した起業家だったが、その会社を20億円で売却しエンジェル投資家に転身した。
渋谷区宇田川町の「坂井ビル」を自宅兼仕事場にしている。
長野県出身で、実家は温泉旅館「藤ノ屋旅館」。

### 株式会社ヘッジホッグ(hedgehog)
坂井が投資して起業した会社。SNS関連のサービスを運営している。坂井ビルの地下1階にオフィスがあり、社員は同ビルに居候している。
唐沢 周平（からさわ しゅうへい）
ヘッジホッグの社長。快活な人物。1989年5月30日生。
南雲 亮（なぐも りょう）
ヘッジホッグの社員。人柄は穏健。1989年4月23日生。
西 ミノル（にし ミノル）
ヘッジホッグの社員。口は悪いが、是枝の才能を認めている。1990年11月6日生。
渡部 裕助（ゆうすけ）
ヘッジホッグの社員。石川県出身。加賀弁で話す。1988年12月19日生。

### 株式会社ゲームビット(GAME BIT)
坂井の投資先の1つ。社員数14人。是枝の初仕事でValkyrjaらによるサイバー攻撃から救われ、拉致事件の際には全社を挙げて捜索に尽力した。仮想通貨事件においても、重要な役割を担うこととなる。
玉山（たまやま）
ゲームビットの社長。社員からは「玉さん」とも呼ばれている。
口の悪さと、常時着けている腕輪念珠がトレードマーク。

### 警察関係
神崎 翔太（かんざき しょうた）
警視庁刑事部捜査二課 特別捜査係 特殊知能犯担当 巡査部長。
無差別サイバーテロの取り調べで是枝と知り合い、共に捜査をしていくうちに彼の腕に全幅の信頼を寄せるようになる。
蘇芳に命を狙われ、一時意識不明の重体に陥るが、彼の総理就任後に無事現場復帰。
権力を傘に釈放された性犯罪者を取調室で暴行したことがあり、警察内では問題視されている。
古い体制を壊すためには自己犠牲も厭わない、直情型の熱血漢で、趣味はゲーム（FPS、ガンシュー、MMORPG など）。
藤井寺 絵美（ふじいでら えみ）、二ノ宮（にのみや）、末永（すえなが）
捜査二課の神崎の同僚達。
衣笠 真琴（きぬがさ まこと）
警視庁刑事部捜査二課の管理官である、異例の女性キャリアで、神崎らの上司。35歳。
父親が警察庁のOBだが、親子仲は険悪。
丹羽 久嗣（にわ ひさつぐ）
警視庁生活安全部サイバー犯罪対策課の一員。神崎とは警察学校での同期だった。優秀な頭脳と身体能力、刑事部顔負けの洞察力を併せ持つ。
ハッカーとして有能すぎる是枝に不審を抱き、当初は敵視していたが、是枝拉致事件を機に和解。対サイバー犯罪者共闘を誓う。
猿渡（さるわたり）、真鍋 直己（まなべ なおみ）、窪塚（くぼづか）、田尻（たじり）
サイバー犯罪対策課の丹羽の同僚達。
赤城（あかぎ）
警視庁公安部外事第三課の一員。
国際テロ事件に当たり、是枝らが極秘で開発している、サイバー兵器の使用を依頼する。
蘇芳 正哉（すおう まさちか）
次期総理候補と目されている、経済産業大臣。日本のハイテク武装を目論む野心家。（14巻で内閣総理大臣に就任）
ドローン暴走事件を受けて、「サイバーテロ対策特別研究チーム」を発足させたが、その真意は是枝の力を利用するためだった。

### クラッカー
Valkyrja（ヴァルキュリヤ）
本名：鶴野 秋（つるの あき）。1990年4月5日生。坂井がお気に入りの女性ソムリエ。本職は凄腕のクラッカー。是枝の逆鱗に触れてPCを壊された過去がある。laughingcatと二人で蘇芳正哉への復讐を画策するが、是枝の能力とセンスに利用価値を見い出し、仲間に引き入れようとする。
蘇芳正哉と愛人の間に生まれた娘であり、laughingcatの腹違いの姉。
laughingcat（笑い猫）
是枝の“宿敵”。「武器商人」と呼ばれるクラッカー。Valkyrjaを「女王様」と呼んで付き従う。是枝の技術に興味津々。偽名を名乗って堂々と坂井ビルに侵入、ルーターに細工し是枝へのメッセージを残した。
シリコンバレーに住んでおり、「シュレディンガー」という名前の猫を飼っている。
全身にタトゥーを入れたアウトロー風の青年だが、小学生時代は太っていてイジメを受けていた。
“特研”発足後、蘇芳正哉の一人息子：蘇芳 竜二（すおう りゅうじ）であることが明らかになる。1990年4月8日生。
mos（モス）
非合法な取引を行う裏サイトの管理人。本業は音楽関係で自宅にスタジオを持っている。
高 星雷（カオ・シンレイ）
中国のITセキュリティ企業「閃光電子公司」技術部トップ(CTO)だが、裏で工作用サイバー部隊「黒海」を率いる腕利きのクラッカー。日本のネットショップに対してサイバーテロを行う。
青年時代、出稼ぎ先の広島で地下銀行を営んでいたが暴力団に目を付けられ暴行を受ける。その際、命を救ってくれた蘇芳に心酔している。

### 犯罪関係者
鷲尾 威（わしお たけし）
元暴走族で六本木の半グレ集団「暴雷連合」の総長。
伊草の依頼により、パワーハラスメントでの告訴への火消しとして、被害者家族への脅迫や中傷、桐生のPCに対するクラッキングを請け負う。
伊草 公俊（いぐさ きみとし）
大手レストランチェーン「イグサフーズ」の社長。社内では悪質なパワーハラスメントを蔓延させている。
六本木では、荒っぽい遊び方をしていることで評判が悪い。
広島伊達会
西日本の暴力団にして、蘇芳正哉の資金源。
蘇芳との繋がりに感づいた神崎に、瀕死の重傷を負わせる。

### その他
256（ニゴロ）
是枝が飼っているバーニーズ・マウンテン・ドッグ。9歳。
失踪した彼の実母からの最後の贈り物である。是枝の唯一の家族であり、心の支え。
加藤 剛（かとう つよし）
是枝の幼なじみ。電機メーカーの営業職。26歳。是枝からは「ゴリラ君」と呼ばれている。
人生の先輩として、陰日向から是枝を温かくサポートし続ける。
桐生 克典（きりゅう かつのり）
北里法律事務所に所属する敏腕弁護士。坂井と同じ中学の1期上。
インサイダー事件で坂井の窮地を救った後、パワーハラスメントに関する依頼を受け、そのことにより半グレ集団からの妨害に遭い、是枝の力を借りる。

## 書誌情報
- さだやす（ストーリー協力：深見真） 『王様達のヴァイキング』 小学館〈ビッグコミック〉、全19巻
  1. 2013年7月3日発行（2013年6月28日発売）、ISBN 978-4-09-185329-5
  2. 2013年10月5日発行（2013年9月30日発売）、ISBN 978-4-09-185414-8
  3. 2014年2月4日発行（2014年1月30日発売）、ISBN 978-4-09-185845-0
  4. 2014年6月17日発行（2014年6月12日発売）、ISBN 978-4-09-186204-4
  5. 2014年10月5日発行（2014年9月30日発売）、ISBN 978-4-09-186354-6
  6. 2014年12月31日発行（2014年12月26日発売）、ISBN 978-4-09-186658-5
  7. 2015年5月5日発行（2015年4月30日発売）、ISBN 978-4-09-186889-3
  8. 2015年8月4日発行（2015年7月30日発売）、ISBN 978-4-09-187140-4
  9. 2015年12月5日発行（2015年11月30日発売）、ISBN 978-4-09-187338-5
  10. 2016年5月3日発行（2016年4月28日発売）、ISBN 978-4-09-187598-3
  11. 2016年11月2日発行（2016年10月28日発売）、ISBN 978-4-09-187899-1
  12. 2017年3月5日発行（2017年2月28日発売）、ISBN 978-4-09-189378-9
  13. 2017年8月2日発行（2017年7月28日発売）、ISBN 978-4-09-189607-0
  14. 2017年12月5日発行（2017年11月30日発売）、ISBN 978-4-09-189689-6
  15. 2018年4月4日発行（2018年3月30日発売）、ISBN 978-4-09-189816-6
  16. 2018年7月4日発行（2018年7月30日発売）、ISBN 978-4-09-860048-9
  17. 2019年1月4日発行（2019年1月30日発売）、ISBN 978-4-09-860208-7
  18. 2019年7月3日発行（2019年6月28日発売）、ISBN 978-4-09-860319-0
  19. 2019年10月5日発行（2019年9月30日発売）、ISBN 978-4-09-860405-0

## ムービーコミック
2018年6月30日より映像配信サービスのdTVにて配信開始。
キャスト
- 是枝一希／小野賢章
- 坂井大輔／関俊彦
- 唐沢周平／広瀬裕也
- 南雲亮／金子哲平
- 西ミノル／鍛治本大樹
- 渡部裕助／阿部大樹
- 256／亀山雄慈
- 神崎翔太／濱野大輝
- 笑い猫／熊谷健太郎
- ヴァルキュリヤ／今井麻美

主題歌
- Candy or Whip「last show time」